# تايمز إسرائيل
تايمز إسرائيل أو تايمز أوف إسرائيل (بالإنجليزية: The Times of Isreal) هي مجلة إسرائيلية على الإنترنت أطلقت سنة 2012. متوفرة باللغات الإنجليزية، الفرنسية، العربية والصينية.
تقوم الجريدة بنشر مجموعة من المقالات والتحليلات المتعلقة بالأحداث الجارية في إسرائيل، الشرق الأوسط ووضعية اليهود حول العالم.

## التاريخ

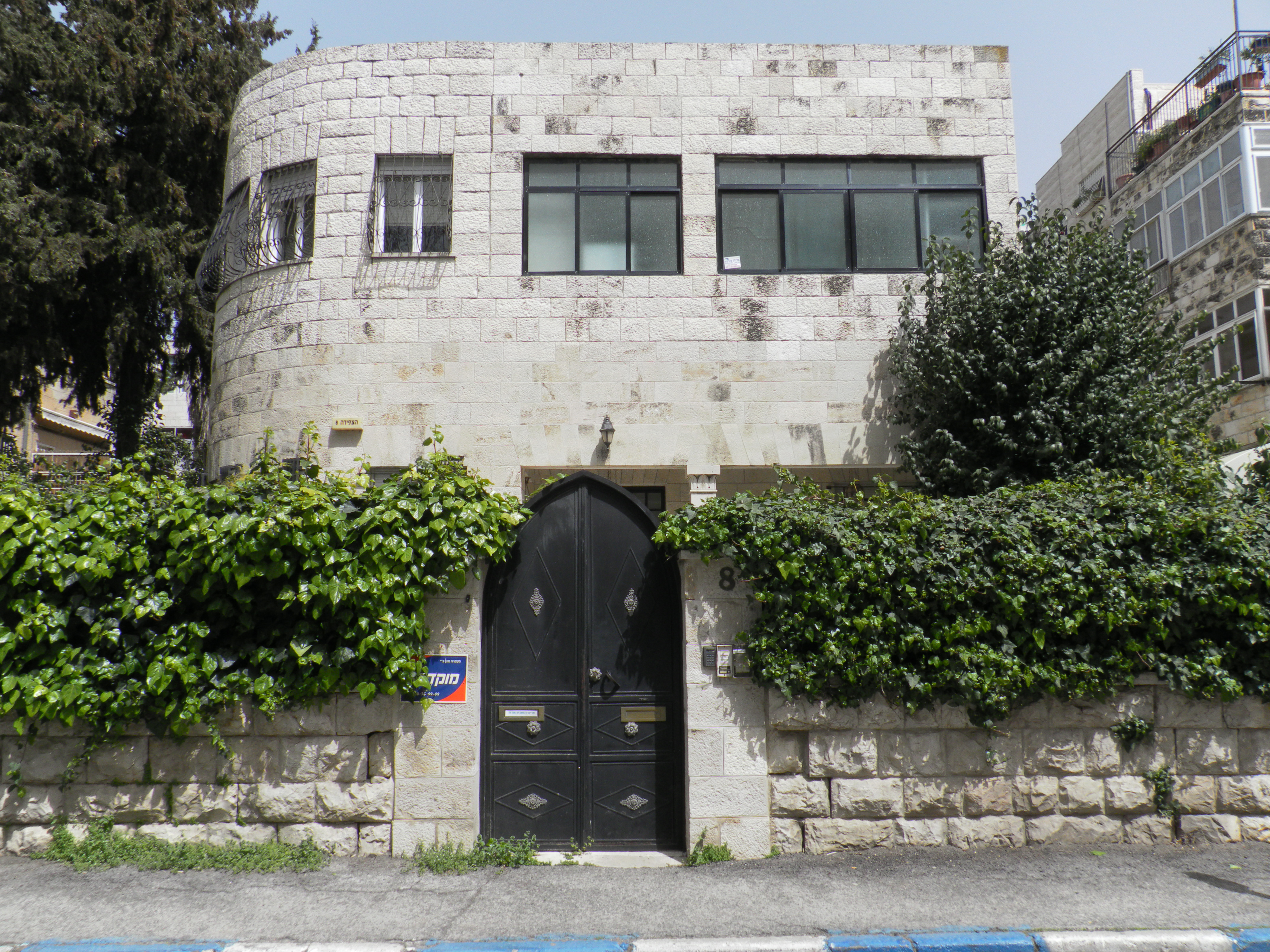
مكاتب تايمز إسرائيل في القدس.

تم نشر المجلة بتايخ فبراير 2012 من قبل الصحفي ديفيد هوروفيتز وهو رئيس تحرير سابق في جيروزاليم بوست. هذا وتجدر الإشارة إلى أن الموقع تلقى بسرعة الدعم المالي من سيث كلارمان رجل الأعمال الذي ينشط في بوسطن ويعمل على تطوير برامج تدريبية لمكافحة معاداة السامية ضمن مشروع يحمل اسم «مشروع إسرائيل»، حيث يقوم مجموعة من الشخصيات ذوي النفوذ التابعة لإسرائيل بجمع وتقديم المعلومات حول إسرائيل إلى الصحفيين ويعارضون في نفس الوقت الاستعمار.
انضم مجموعة من صحفيي صحيفة "هآرتس" إلى المشروع وعلى رأسهم جوشوا دافيدوفيتش، المدير السابق للنسخة الإنجليزية ورئيس التحرير في أفي إيساشاروف (بالإنجليزية: Avi Isaacharoff) والذي كان يعمل على تحليل قضايا الشرق الأوسط.
في الرابع من فبراير سنة 2014 أطلقت المجلة طبعة باللغة العربية ثم في 25 فبراير من نفس السنة تم إصدار نسخة أخرى لكن هذه المرة باللغة الفرنسية وذلك تحت إشراف ستيفاني بيتان أما النسخة الصينية فقد تم إصدارها يوم 28 مايو 2014 تحت إشراف جينغ جينغ لي رئيس تحرير سابق في جريدة بكين الصين الاقتصادية.

## الخلافات
في الأول من آب/أغسطس عام 2014، وخلال فترة الحرب على غزة، قام يوشانان غوردون وهو مدون في تايمز إسرائيل بنشر مقالة تحت عنوان «عندما تصير الإبادة الجماعية جائزة» حيث عبر وبرر في مقاله عن حق ومبدأ قتل جميع الفلسطينيين. هذا وقد تعرضت هذه المقالة للإدانة الشديدة وتم حذفها من طرف باقي محرري الجريدة معتبرين أن ما قام به غوردون هو أمر غير مقبول تماما ومخالف للسياسات كما أنه انتهاك لشروط الاستخدام مما دفعهم لعزل المدون وإقالته من التحرير في الجريدة.

## راجع أيضاً
- وسائل الإعلام الإسرائيلية

## وصلات خارجية
- الموقع الرسمي
- الموقع الرسمي
- الموقع الرسمي